# Hoofdstraat 29 (Exloo)
De dwarshuisboerderij aan de Hoofdstraat 29 in het Drentse dorp Exloo is een monumentaal pand.

## Beschrijving
De boerderij aan de Hoofdstraat 29 (en 31) in de dorpskern van Exloo is omstreeks 1860 gebouwd. Het is een boerderij met een villa als dwarsgebouwd voorhuis. De voorgevel van het woonhuis is symmetrisch vormgegeven. Er is bij de vormgeving gebruikgemaakt van eclectische elementen. In het brede middenrisaliet bevindt zich de entree van de woning met een stoep van twee treden. De voordeur wordt in het risaliet geflankeerd door twee lantaarns en twee vensters. Naast het risaliet bevinden zich op de begane grond aan iedere zijde één venster. Op de verdieping zijn in het rislaliet drie openslaande deuren met bovenlichten aangebracht. Zij gaven vroeger toegang tot een balkon, dat na een verbouwing is verwijderd. Alle vensters en deuren in het risaliet zijn gedecoreerd met een omlijsting van stucwerk. De geveltop is voorzien van rijk geornamenteerde windveren. Op het afgeknotte schilddak bevinden zich aan de linkerkant twee achthoekige schoorstenen. Het pand is verbouwd, maar het woonhuis heeft nog de oorspronkelijke indeling.
De boerderij is erkend als rijksmonument vanwege "het architectuurhistorisch en stedebouwkundig belang". Het is een karakteristiek pand als een voorbeeld van de wijze waarop de landbouw werd uitgeoefend in een dorp op de Hondsrug als Exloo. Ook de royale landschappelijk aangelegde tuin maakt deel uit van het monumentale complex.